# 大きな栗の木の下で
「大きな栗の木の下で」（おおきなくりのきのしたで、英題：Under the spreading chestnut tree）は、イギリス民謡をもとにした童謡。作詞者・作曲者ともに不詳。ヤロミール・ヴァインベルゲルの編曲（1939年）が知られている。
アメリカでボーイスカウトの間で歌われたと言われている。

## 日本での受容
- 日本語詞の1番の訳詞者は不詳[1]（平多正於とする説がある[2]）。2番・3番の訳詞者は阪田寛夫[1]。一部の資料では訳詞者が寺島尚彦とされていることもある[3]。

- なお、一部の録音では、2番以後を独自の訳詞で歌唱しているものもある。

- 日本に伝わったのは太平洋戦争後にGHQの人々が歌っていた曲を聞き伝えで歌い出したことがきっかけといわれている[4]。そして、NHKテレビ「うたのおじさん」で友竹正則が動作をつけて歌ったことによって広まり、手遊び歌として親しまれている。

- 2007年（平成19年）に日本の歌百選の1曲に選ばれた。

## 歌詞
大きな栗の木の下で
あなたとわたし
なかよく遊びましょう
大きな栗の木の下で
※3行目の「なかよく」は「たのしく」と歌われる場合もある。

## この曲を録音した主な歌手
- 友竹正則
- あのねのね（替え歌「大きな栗とリスの唄」として歌った。1973年、アルバム『あのねのねコンサート〜初体験出血コンサートライブ』収録）
- 山田美也子、こおろぎ'73、コロムビアゆりかご会（補作詞：香山美子。1975年、シングル「大きなくりの木の下で/にんにんにんじゃ」。『とべとべパンポロリン』挿入歌。歌詞が「なかよく〜」ではなく「たのしく〜」になっている）
- 永井一郎、ひばり児童合唱団（1982年録音[5]）
- 林幸生、鹿島かんな、森の木児童合唱団
- 塩野雅子、タンポポ児童合唱団
- 坂田おさむ、神崎ゆう子
- しばたかの、高橋寛
- ドリーミング（2番・3番はドリーミングの作詞。1991年、アルバム『アンパンマンがえらんだこどものうた〜おつかいありさん』が初出）
- 速水けんたろう、茂森あゆみ（1995年、アルバム『おかあさんといっしょ ベストセレクション3』収録）
- 圓山佳菜、飯島多恵（1999年、アルバム『ディズニー よいこのどうようベスト』収録）
- 瀬川おんぷ（宍戸留美）、飛鳥ももこ（宮原永海）（2002年、PSソフト『キッズステーション おジャ魔女どれみドッカ〜ン!MAHO堂えいごフェスティバル』収録）
- グッチ裕三とグッチーズ（ハッチポッチステーションより）
- 吉澤ひとみ（モーニング娘。）、稲葉貴子、里田まい（カントリー娘。、Pabo）（2002年、アルバム『ザ・童謡ポップス4〜秋のうた集〜』収録』
- しまじろう（南央美）、みみりん（高橋美紀）（2003年、アルバム『しまじろうといっしょにおどろう〜げんこつやまのたぬきさん〜』収録）
- ミルモ（小桜エツ子）、リルム（麻績村まゆ子）（2004年、アルバム『わがまま☆フェアリー ミルモでポン! フェアリーコンサート 〜みんなで歌おう童謡まつり〜』収録）
- 林原めぐみ（2007年、アルバム『林原めぐみ たのしいどうよう』収録）
- 金城綾乃（2007年、アルバム『キロロあやののあそびうた』収録）
- ゴスペラーズ（2007年、アルバム『Lingkaran For Baby』収録）
- everybody unknown orchestra（2007年、アルバム『everybody known songs. 〜みんなのうた〜』収録）
- アンジェラ・ピーチー（2008年、アルバム『NHK「えいごであそぼ」100曲ベスト 1995－2007』収録）
- 木下優樹菜（Pabo）（2009年、「果汁グミ」のコマーシャルで替え歌を披露[6]）
- ドラえもん（水田わさび）、のび太（大原めぐみ）、しずか（かかずゆみ）、ジャイアン（木村昴）、スネ夫（関智一）、ミヨ（神田朱未）、園児たち（鉄炮塚葉子、金田朋子）（2番・3番はわだことみの作詞。2012年、アルバム『ドラえもんとあそぼう! こどものうたスペシャル』収録）
- DJシーナ（久野美咲）（2020年、『DJシーナが歌う、てあそびうたシリーズ』収録）